# Reem Moussa
Pour les articles homonymes, voir Moussa.
Reem Moussa, née le 23 janvier 1994 au Caire, est une joueuse égyptienne de basket-ball évoluant au poste d'arrière.

## Carrière
Reem Moussa est finaliste du Championnat d'Afrique féminin de basket-ball des 16 ans et moins en 2009.
Elle participe aux championnats d'Afrique 2015, 2019, 2021 et 2023.
Elle évolue en club au KP Brno.